# 阿氏唇銀漢魚
阿氏唇銀漢魚（學名：Chilatherina axelrodi）為輻鰭魚綱銀漢魚目虹銀漢魚科的其中一種，分布於新幾內亞Yungkiri溪流域，體長可達7公分，為熱帶魚類，棲息在熱帶雨林的溪流底中層水域，生活習性不明。

## 擴展閱讀
維基物種上的相關：阿氏唇銀漢魚